# Igeltjärnen (Sandvikens socken, Gästrikland)
Igeltjärnen är en sjö i Sandvikens kommun i Gästrikland och ingår i Gavleåns huvudavrinningsområde.